# 京都市道182号蹴上高野線
京都市道182号蹴上高野線（きょうとしどう182ごう けあげたかのせん）は、京都府京都市東山区西小物座町（蹴上交差点）から仁王門通、白川通、北大路通を経て、同市左京区田中上古川町（高野交差点）に至る主要地方道である。

## 概要

### 路線データ
京都市公報に基づく起終点および経過地は次のとおり。
- 起点 : 京都市東山区元粟田学区西小物座町[2]（蹴上交差点＝京都府道143号四ノ宮四ツ塚線[注釈 1]交点）
- 終点 : 京都市左京区田中古川町[注釈 2][2]（高野交差点＝京都市道181号京都環状線交点）
- 重要な経過地 : 市道仁王通三条から西へ、南禅寺通、白川通、北大路の各一部を経過して東大路の京都環状線交点との境界まで[2]

### 京都市道路現況表に基づく起終点・総延長
- 起点：京都府京都市東山区西小物座町307番地地先[1]（蹴上交差点）
- 終点：京都府京都市左京区田中上古川町1番地地先[1]（高野交差点）
- 総延長：4,434.3メートル[1]

## 歴史
本路線は、道路法（昭和27年法律第180号）第56条の規定に基づき、京都市道の仁王門通、南禅寺通、白川通、北大路通の各一部を主要な市道として1954年に指定された。

### 年表
- 1954年（昭和29年）1月20日
建設省（当時）が京都市道4路線の各一部を蹴上高野線として主要地方道に指定[3]。
- 1954年（昭和29年）3月11日
京都市が京都市道4路線の各一部を蹴上高野線として主要地方道に認定[2]。

## 地理

### 通過する自治体
- 京都府
京都市（東山区 - 左京区）

### 接続する道路
- 京都府道143号四ノ宮四ツ塚線（三条通）
- 二条通
- 京都市道187号鹿ヶ谷嵐山線（丸太町通）
- 京都府道101号銀閣寺宇多野線（今出川通）
- 京都府道30号下鴨大津線（御蔭通）
- 京都府道104号高野修学院山端線
- 京都市道181号京都環状線（東大路通 - 北大路通）

### 沿線
- 京都市営地下鉄東西線蹴上駅
- 南禅寺
- 京都市国際交流会館
- 京都市動物園
- 京都市上下水道局琵琶湖疏水記念館
- 京都市立岡崎中学校
- 京都市立第三錦林小学校
- 真正極楽寺（真如堂）
- 京都浄土寺郵便局
- 京都北白川郵便局
- 京都市立北白川小学校
- 京都芸術大学
- 京都市立修学院中学校
- 京都市立高野中学校